# Neonoemacheilus labeosus
Neonoemacheilus labeosus és una espècie de peix de la família dels balitòrids i de l'ordre dels cipriniformes.

## Morfologia
- Els mascles poden assolir 7,1 cm de longitud total.
- 37 vèrtebres.
- 12 radis tous a l'aleta dorsal i 8 a l'anal.
- 8 1/2 radis ramificats a l'aleta dorsal.[7][8]

## Hàbitat
És un peix d'aigua dolça, demersal i de clima tropical.

## Distribució geogràfica
Es troba a Àsia: l'Índia, Myanmar i Tailàndia, incloent-hi la conca del riu Salween.

## Amenaces
La seua principal amenaça és la pesca destructiva amb verins i dinamita.